# Musée de la tombe han de Lei Cheng Uk
Le musée de la tombe han de Lei Cheng Uk (李鄭屋漢墓博物館, Lei Cheng Uk Han Tomb Museum) est situé à Hong Kong dans le district de Sham Shui Po depuis 1957.
Il abrite l'une des structures encore existantes les plus anciennes de Hong Kong : un tombeau en brique datant probablement de la dynastie des Han orientaux. Découvert accidentellement pendant des travaux en 1955, aucun corps n'y a été retrouvé. Pour des raisons de conservation, les visiteurs n'ont pas le droit d'entrer dans la tombe elle-même depuis le milieu des années 1980. Ils ne peuvent maintenant la voir qu'à travers un panneau de verre au niveau de l'entrée. Elle est scellée dans un environnement à température et humidité contrôlées.

## Histoire
D'après l'étude de la structure, de la calligraphie chinoise et des inscriptions présentes sur les briques de la tombe, on pense généralement que sa construction date de la dynastie des Han orientaux (25 – 220 av.J.C) bien que les dynasties du Sud soient également possibles. Elle a probablement été construite pour un officier chinois attaché à la garnison locale.
La tombe est construite en briques de taille moyenne 40x20x5cm et se compose de quatre chambres placées en forme de croix. La voûte en dôme au centre a été construite en posant les briques en spirale, tandis que les autres chambres sont voûtées en berceau. Certaines briques sont estampées ou sculptées d'inscriptions ou de motifs sur les côtés exposés. On pense que la chambre arrière est la chambre du cercueil, que les chambres latérales étaient utilisées pour du stockage, tandis que les cérémonies rituelles étaient effectuées dans la chambre avant sous le toit en dôme.
La structure en forme de croix de la tombe et les objets funéraires trouvés à l'intérieur montrent de grandes similitudes par rapport aux autres tombes han trouvées dans le sud de la Chine, ce qui prouve que la civilisation chinoise primitive s'était étendue jusqu'à Hong Kong il y a 2000 ans. L'inscription Panyu (番禺) sur les briques de la tombe confirme encore plus la datation, car, selon les documents historiques, Panyu était le nom du comté auquel appartenait l'actuel territoire de Hong Kong pendant la dynastie Han. En outre, le style de la calligraphie utilisée dans les inscriptions est une version angulaire du lishu (écriture des clercs) qui était généralement utilisé dans les inscriptions sur des objets en bronze et des pierres sous la dynastie Han. Aucun corps n'a été retrouvé dans la tombe.

## Découverte et conservation

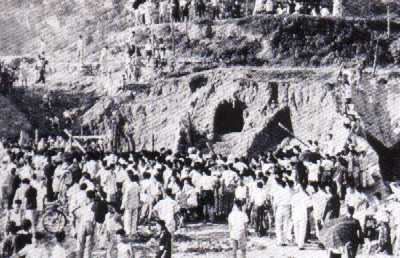
Découverte de la tombe en 1955.

La tombe est découverte accidentellement en août 1955, lorsque le gouvernement de Hong Kong entreprend des travaux de nivellement d'une pente pour la construction de bâtiments de réinstallation dans le village de Lei Cheng Uk (en) (actuel Lei Cheng Uk Estate (en)). Elle est ensuite fouillée par des membres de l'université de Hong Kong et des ouvriers du bureau de l'environnement, des transports et des travaux (en) sous la direction du professeur F.S. Drake, ancien chef du département chinois de l'université de Hong Kong. Après les fouilles, la tombe et une salle d'exposition sont officiellement ouvertes au public en 1957. En novembre 1988, la tombe han est classée comme monument déclaré par le gouvernement, et est maintenant protégée et conservée en permanence par l'ordonnance sur les antiquités et monuments.
La tombe, qui avait été protégée du temps par du béton, des couches d'imperméabilisation, de la terre végétale et du gazon, souffre de problèmes de fuite d'eau de pluie et sa protection a fait l'objet d'un projet de rénovation achevé en 2005. Les travaux de rénovation comprenaient la construction d'un auvent pour recouvrir la tombe.

## Le musée
La tombe et la galerie relèvent de la direction de l'ancien conseil urbain en 1969. Le musée devient plus tard une succursale du musée d'histoire de Hong Kong en 1975. À ce titre, il est administré par le département des loisirs et des services culturels. Une nouvelle salle d'exposition ouvre ses portes en 1988, lorsque la tombe est classée comme monument déclaré. Elle est rénovée en 2005. Des détails sur la découverte et les caractéristiques de la tombe, ainsi que des objets en bronze et en poterie trouvés dans la tombe sont exposés en permanence dans la salle d'exposition.
Une animation 3D dans la salle d'exposition offre une vue détaillée de l'intérieur de la tombe. De plus, une réplique 1:1 de l'intérieur du tombeau de Lei Cheng Uk Han est exposée au musée d'histoire de Hong Kong.

### Salle d'exposition
La salle d'exposition est située à côté du tombeau. La première section porte sur la nourriture et les boissons hans, car la plupart des choses de ce qui a été trouvé dans la tombe est lié à la nourriture. L'affichage de cette section commence par le vieux proverbe chinois : « La nourriture est la première nécessité du peuple ». Il existe une carte illustrant la distribution des aliments, un pictogramme de la distribution du riz et un tableau des principaux groupes alimentaires. Il existe également trois répliques de figurines. Deux des figurines sont des cuisiniers et une autre est un fermier.
La deuxième section porte sur les fouilles de la tombe. Le processus de fouille, l'intérieur de la tombe et les archéologues au travail sont présentés avec plusieurs photographies. La structure et la disposition de la tombe sont illustrées avec les modèles et les plans. Cela montre également comment les professionnels ont daté la tombe en utilisant les inscriptions sur les briques.
La troisième partie de la galerie montre les objets trouvés dans la tombe. En tant que seule tombe en brique de la dynastie des Han orientaux jamais trouvée à Hong Kong, la tombe de Lei Cheng Uk Han a une valeur historique inestimable contenant 58 objets trouvés sur place. Les objets comprennent des ustensiles de cuisine, des récipients pour aliments, des bocaux de rangement et des modèles (une maison, un grenier, un puits et un poêle) en poterie (50), ainsi que des bols, des bassins, des miroirs et des cloches en bronze (8). Aucun reste de squelette humain n'a été trouvé.

## Accès
Le musée de la tombe han de Lei Cheng Uk est desservi par la station de métro Cheung Sha Wan (en) (sortie A3).

## Alentours
Le jardin han, situé à côté du musée, est achevé en décembre 1993. Ce jardin chinois suit le style de la dynastie han et comprend des pavillons, des terrasses, des tours, des étangs à poissons et des gravures rupestres.
Surplombant autrefois le bord de mer, le site de la tombe est maintenant à près de 2 km de la mer, à la suite d'une série de construction de terre-pleins.

## Galerie

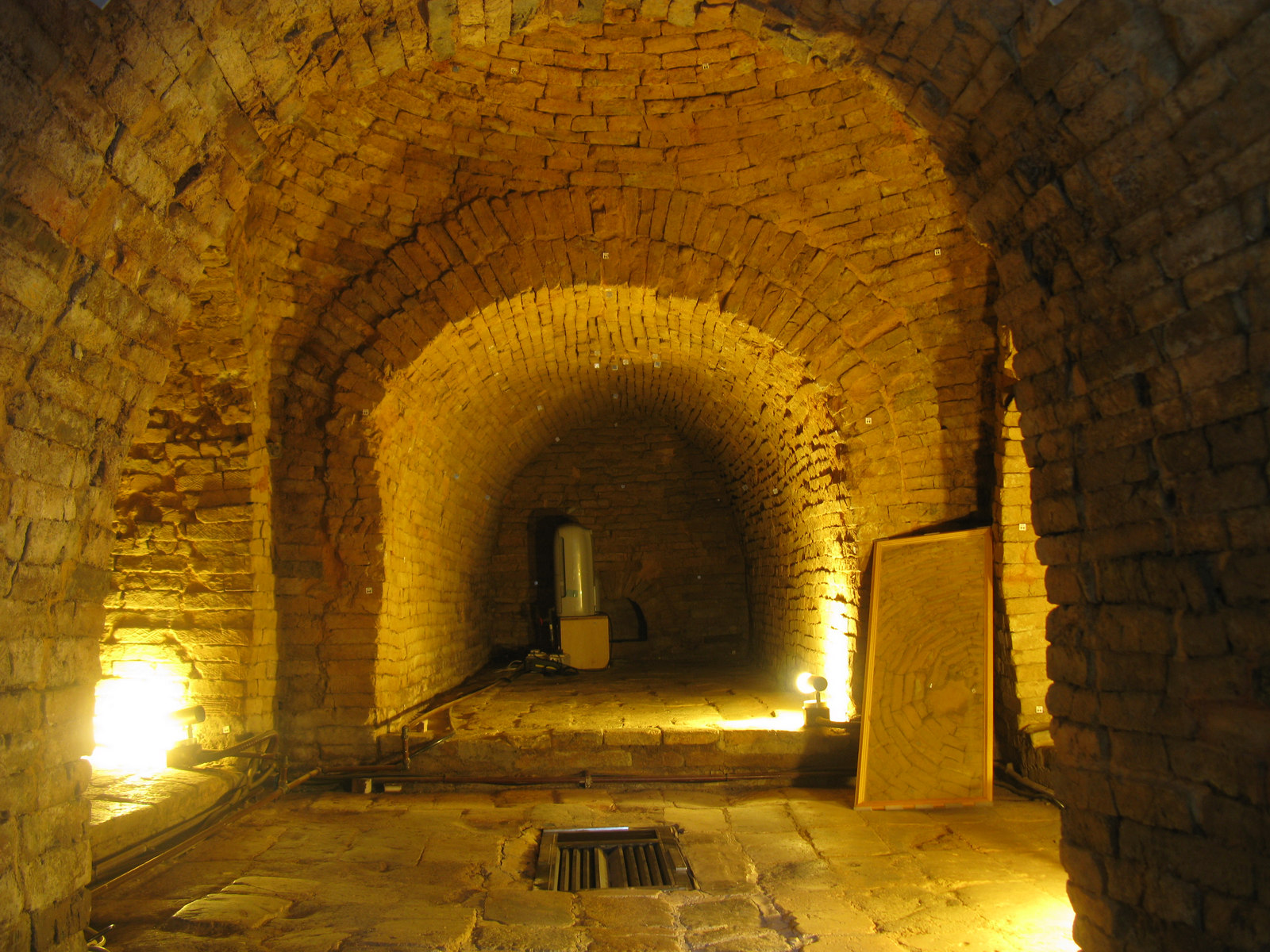
Intérieur de la tombe
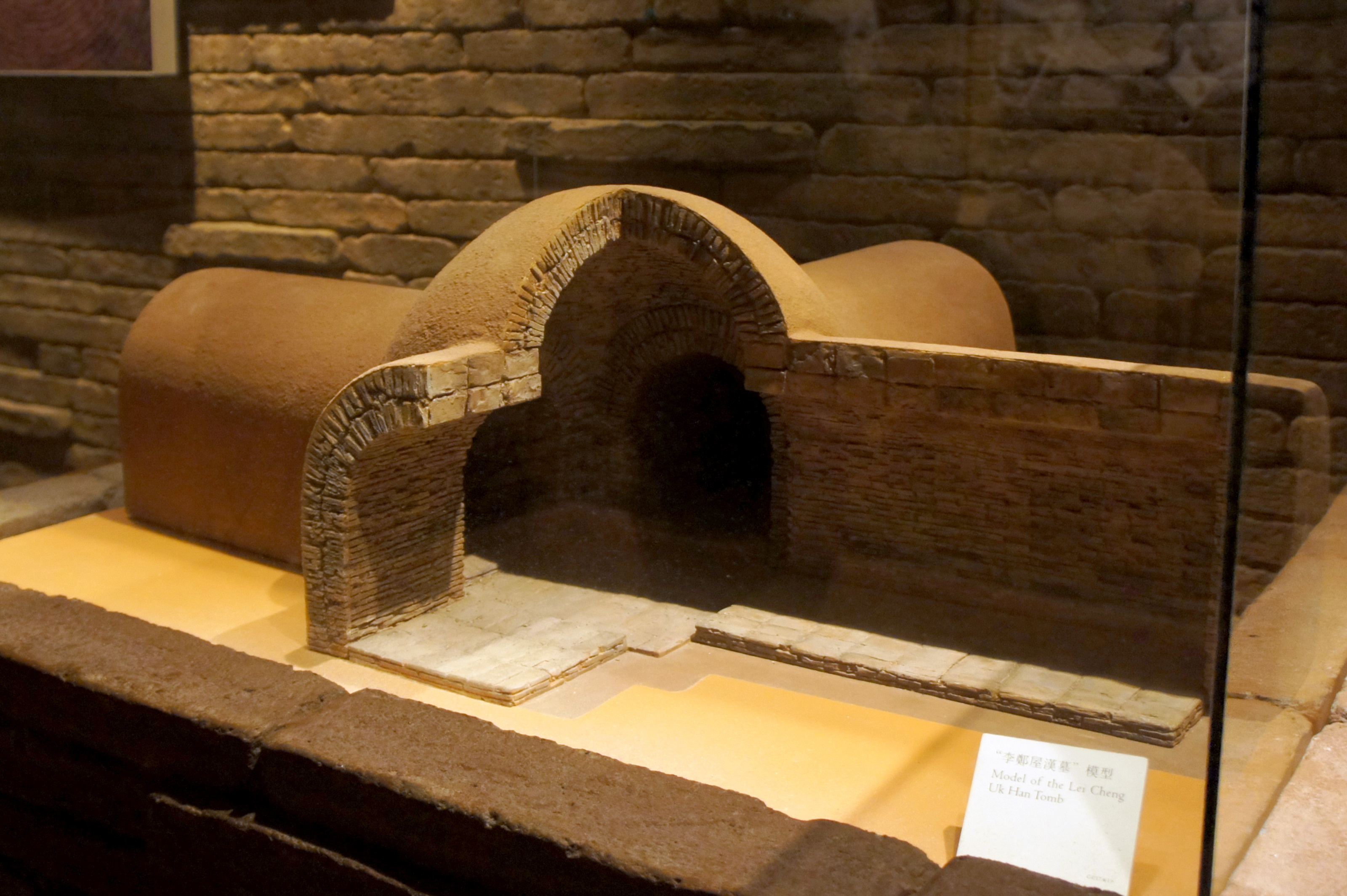
Maquette de la tombe au musée d'histoire de Hong Kong.
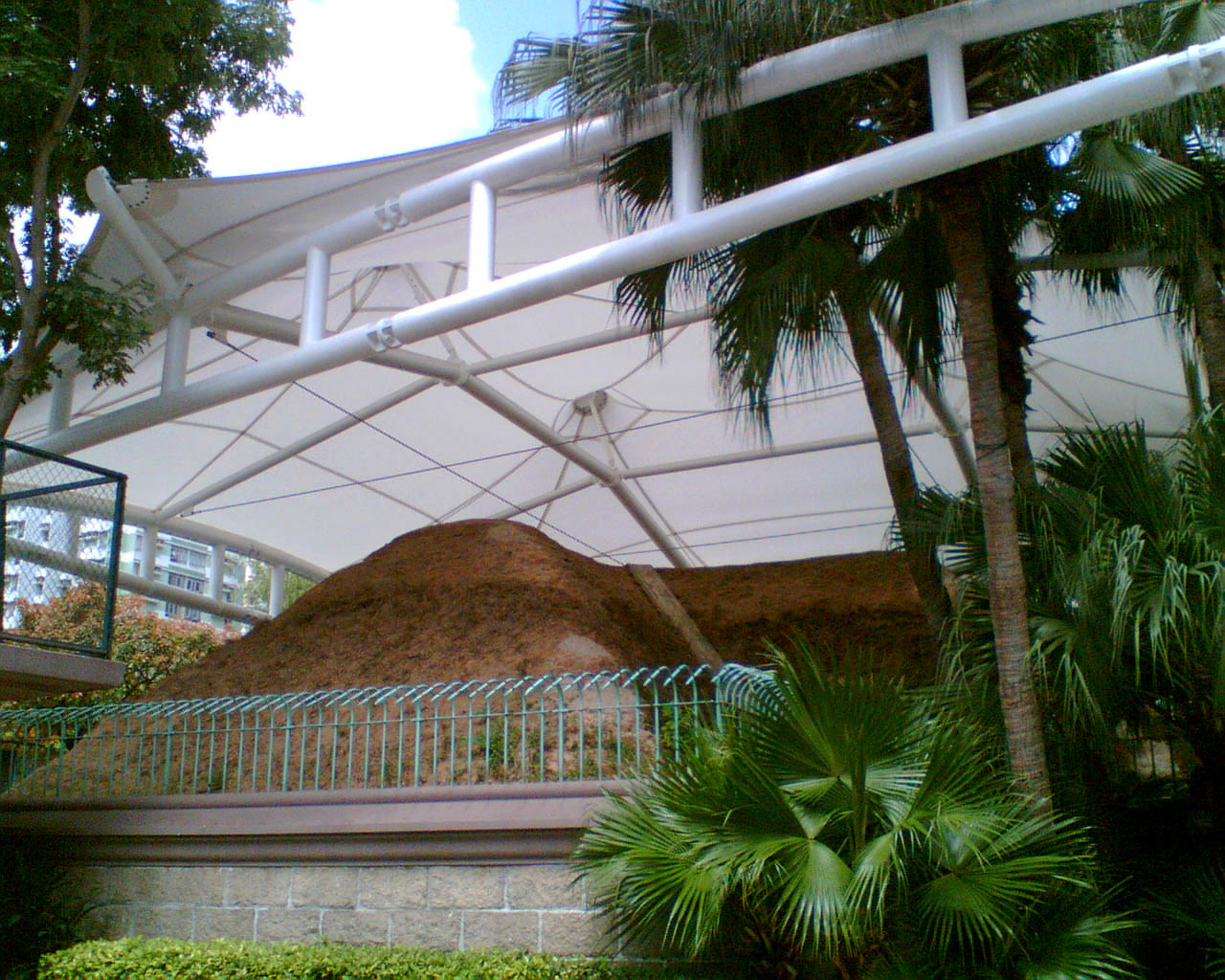
Vue extérieure de la tombe et auvent de protection.
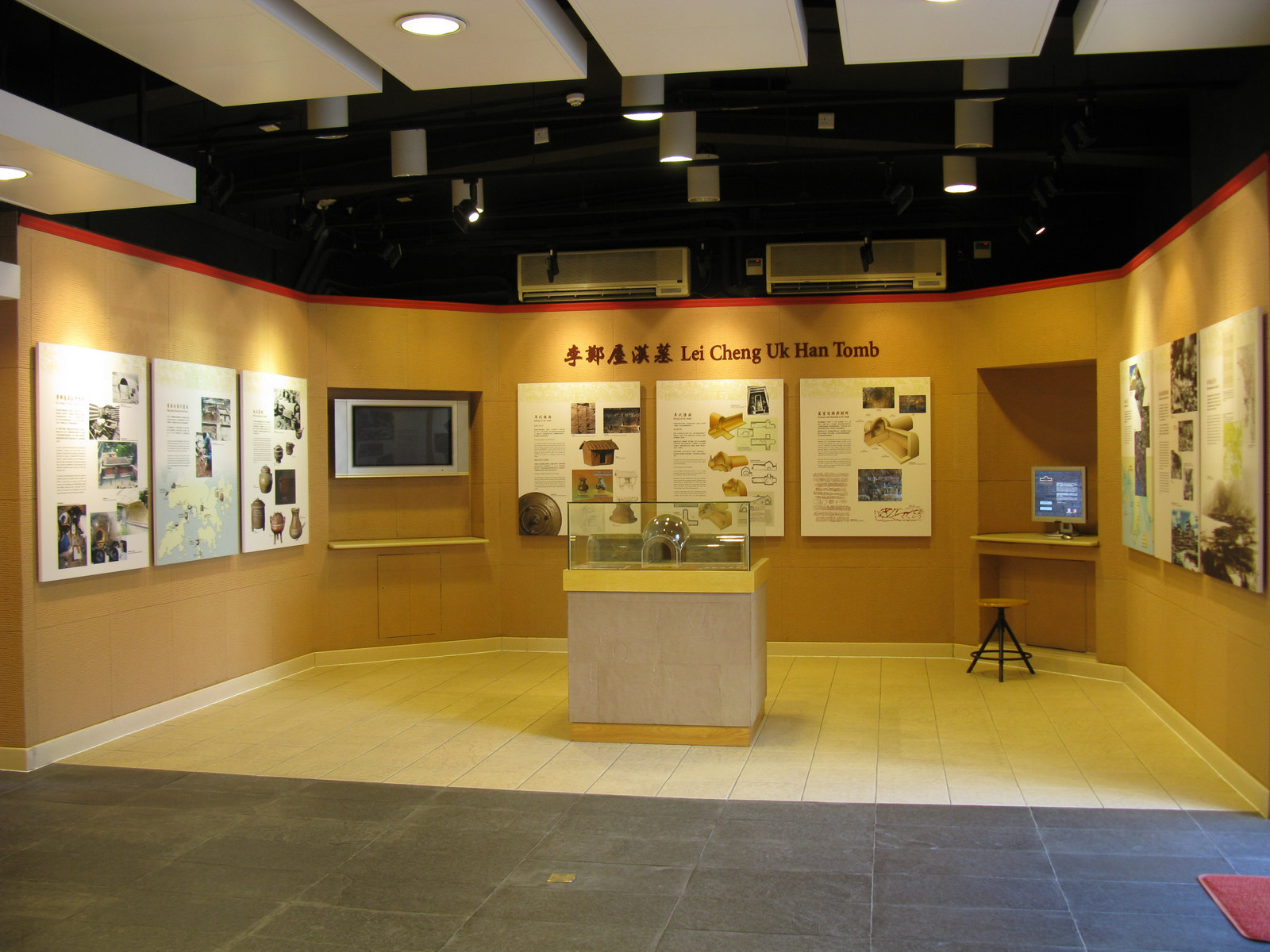
Les expositions du musée.
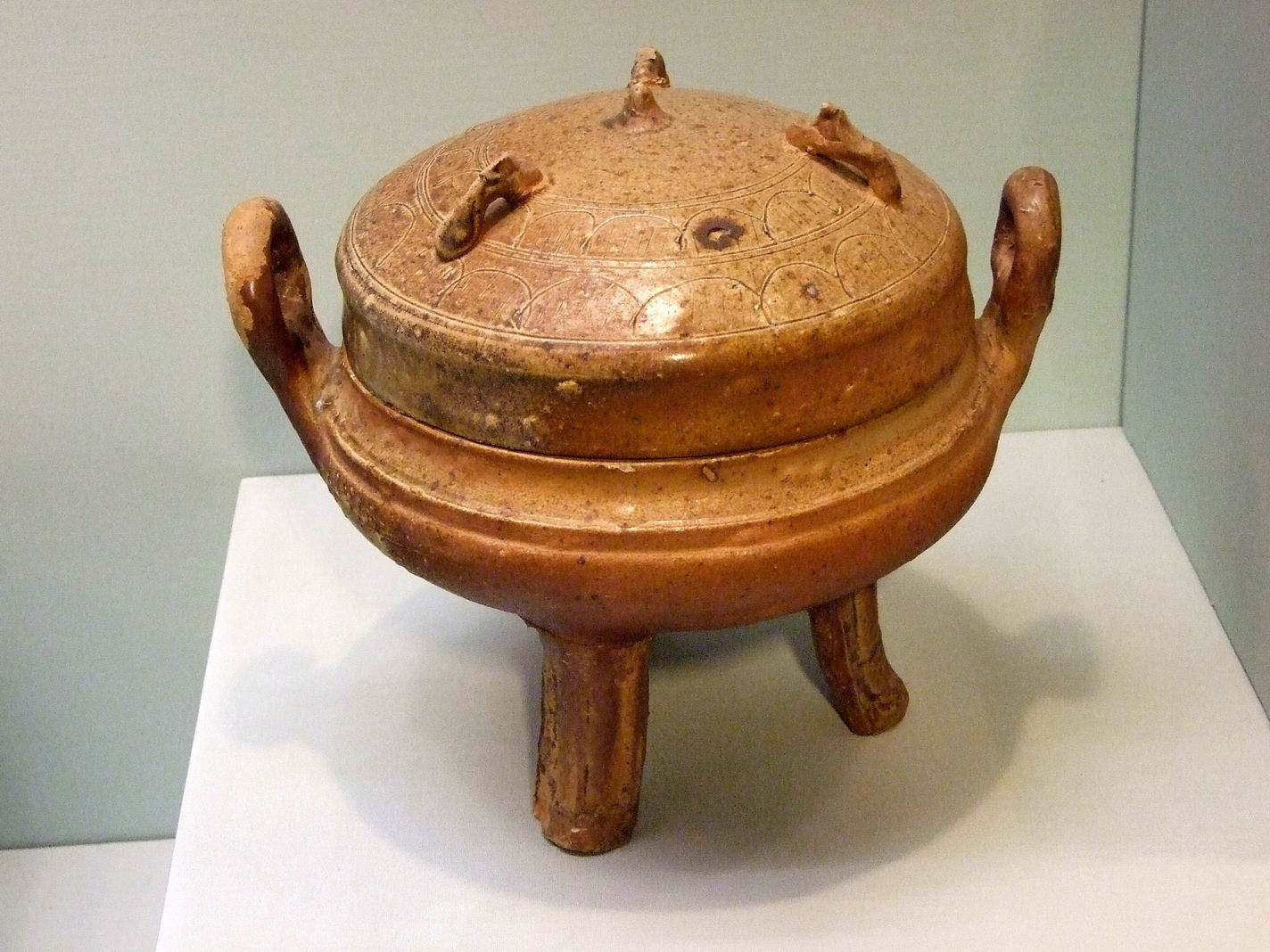
Ding trouvé dans la tombe.